# Peponidium ihosyense
Peponidium ihosyense är en måreväxtart som beskrevs av Arenes. Peponidium ihosyense ingår i släktet Peponidium och familjen måreväxter. Inga underarter finns listade i Catalogue of Life.